# Saint-Jean-de-Beauregard
Saint-Jean-de-Beauregard ist eine französische Gemeinde mit 471 Einwohnern (Stand: 1. Januar 2022) im Département Essonne in der Region Île-de-France. Sie gehört zum Arrondissement Palaiseau und zum Kanton Les Ulis. Die Einwohner heißen Belligardinois.

## Geographie
Saint-Jean-de-Beauregard liegt etwa 23 Kilometer südwestlich von Paris am in der Landschaft Hurepoix. Die Gemeinde gehört zum Regionalen Naturpark Haute Vallée de Chevreuse. Im südlichen Gemeindegebiet verläuft das Flüsschen Salmouille. Umgeben wird Saint-Jean-de-Beauregard von den Nachbargemeinden Bures-sur-Yvette im Nordwesten und Norden, Les Ulis im Norden und Nordosten, Marcoussis im Osten und Südosten, Janvry im Süden und Südwesten sowie Gometz-le-Châtel im Westen und Nordwesten.

## Bevölkerungsentwicklung
| Jahr                       | 1962 | 1968 | 1975 | 1982 | 1990 | 1999 | 2011 | 2019 |
| Einwohner                  | 206  | 226  | 224  | 237  | 265  | 283  | 279  | 487  |
| Quellen: Cassini und INSEE |      |      |      |      |      |      |      |      |

## Sehenswürdigkeiten
- Kirche Saint-Jean-Baptiste
- Schloss Beauregard, 1610 bis 1760 erbaut, Monument historique seit 1926
- Taubenturm Château de Beauregard, Monument historique
- Waschhaus in Villeziers

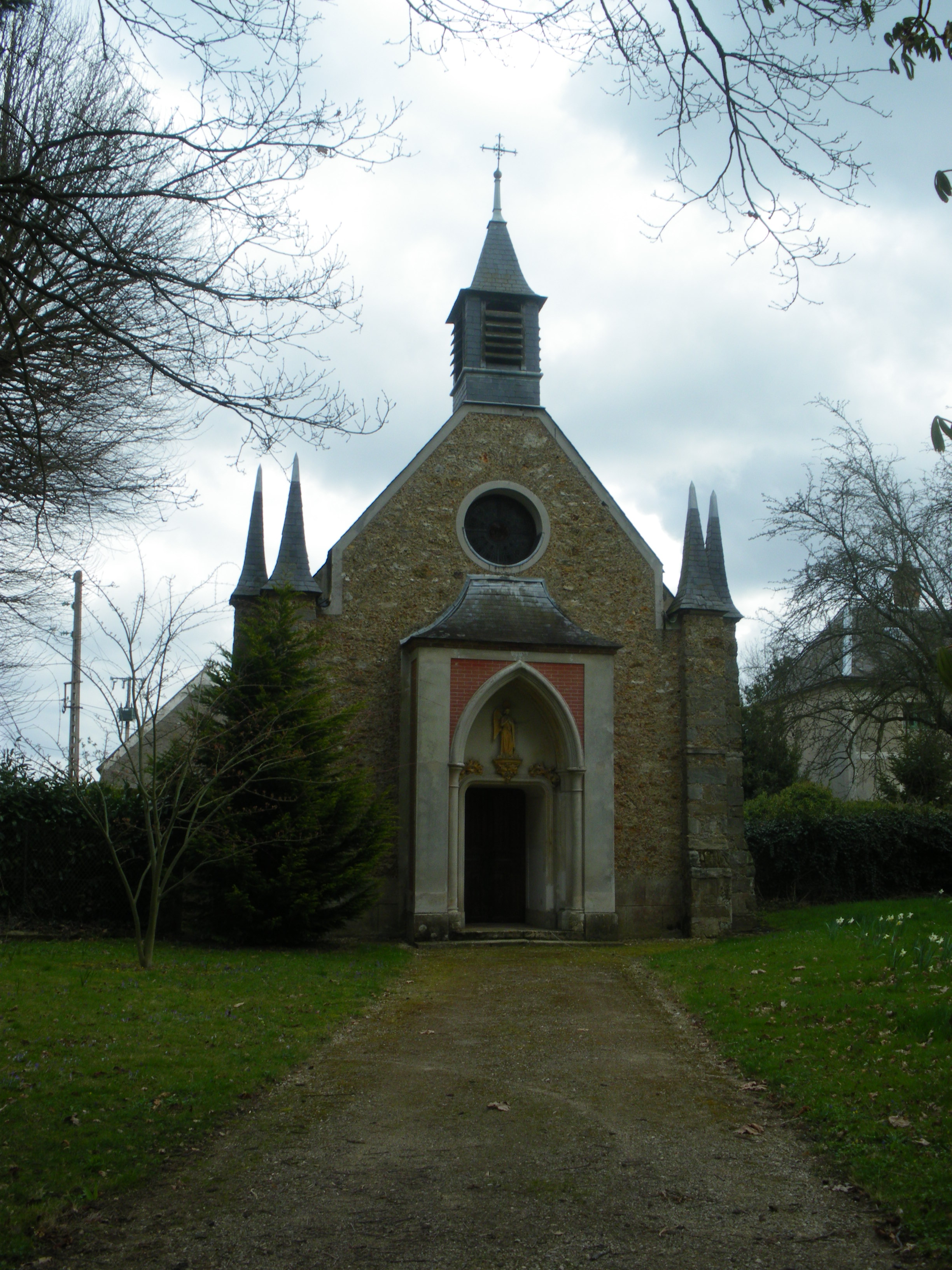
Kirche Saint-Jean-Baptiste
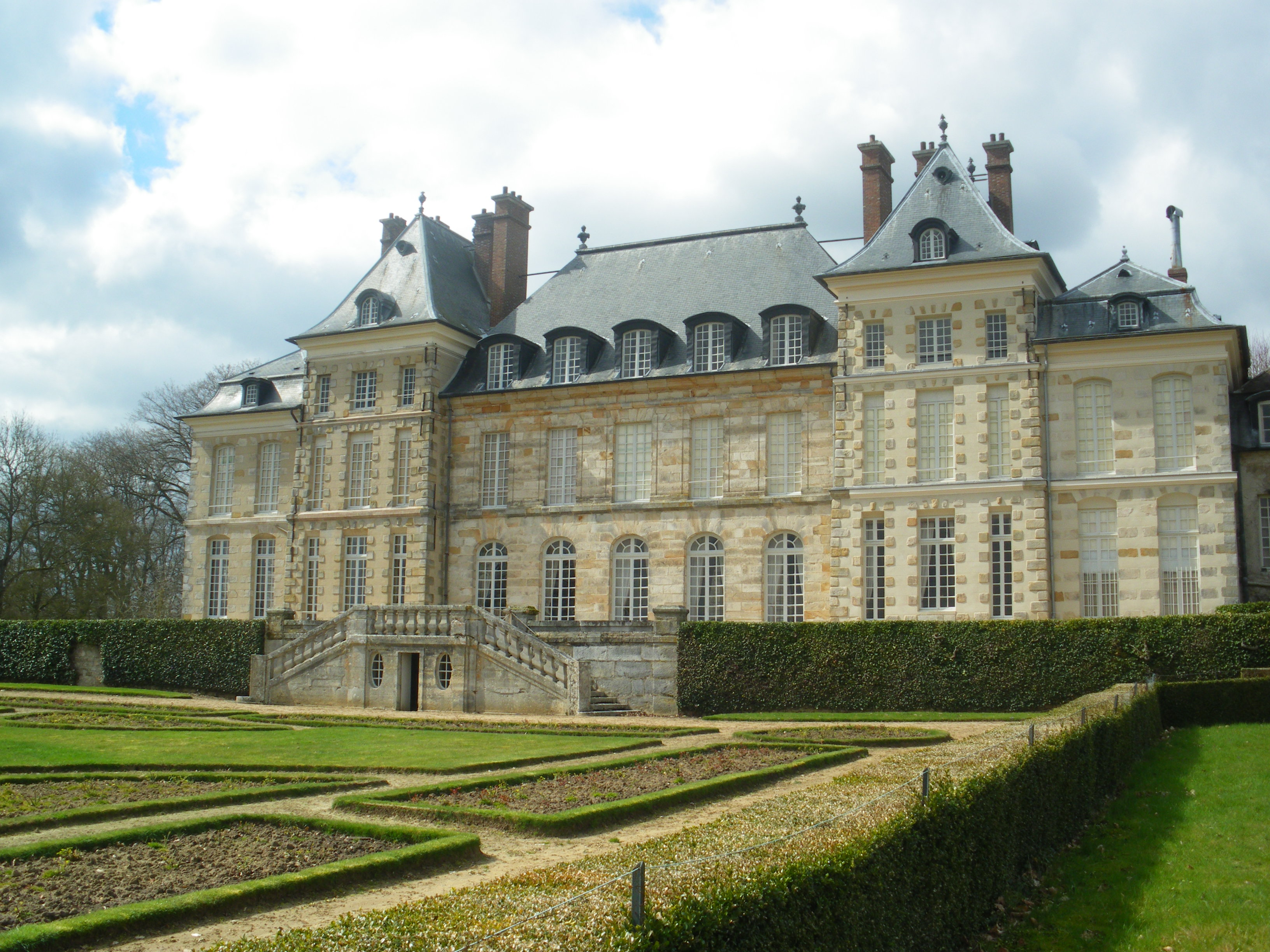
Schloss Beauregard